# Lithobates juliani
Espèce
Synonymes
- Rana juliani Hillis & de Sa, 1988

Statut de conservation UICN

 NT  : Quasi menacé
Lithobates juliani est une espèce d'amphibiens de la famille des Ranidae.

## Répartition
Cette espèce est endémique du Belize. Elle se rencontre entre 100 et 915 m d'altitude dans les montagnes Maya. 

## Étymologie
Cette espèce est nommée en l'honneur de Julian C. Lee, le collecteur.

## Publication originale
- Hillis & de Sá, 1988 : Phylogeny and taxonomy of the Rana palmipes group (Salientia: Ranidae). Herpetological Monographs, vol. 2, p. 1-26 (texte intégral).